# Eye Sea I
Eye Sea I ist eine 2010 gegründete Post-Hardcore-Band aus Narva, Estland.

## Geschichte
Eye Sea I wurden 2010 in der estnischen Stadt Narva gegründet und besteht aus Kate Timoshina (Gesang), Konsta Anikin (Gesang), Anton Elovikov (E-Gitarre, Programming), Jeff Altrov (E-Bass), Anton Krajerenko (E-Gitarre) und Andrew Simfolokov (Schlagzeug).
Die Gruppe veröffentlichte am 30. August 2013 ihr Debütalbum Legend über Redfield Records. Das Label nahm die Band im Mai 2013 unter Vertrag. Auf dem Album ist auch Serj Kravchenko (ex-Make Me Famous, Ocean Red) zu hören. Die Band verbrachte knapp ein Jahr im estnischen Onum Studio, um an dem Album zu arbeiten. Produziert wurde die Platte von Jamie King, der auch mit Between the Buried and Me, Wretched und Deception of a Ghost arbeitete.
Am 24. Oktober 2013 startete His Statue Falls ihre „Off The Chain“-Konzertreise, welche durch Deutschland und Österreich führte. Eye Sea I trat auf dieser Tour als Vorband auf. Die Konzertreise umfasste zwölf Konzerte. Ende der Tournee war am 23. November 2013 in Saarbrücken.

## Diskografie
- 30. August 2013: Legend (Album, Redfield Records)